# Alexandria Anderson
Alexandria Anderson, ameriška atletinja, * 28. januar 1987, Chicago, ZDA.
Ni nastopila na poletnih olimpijskih igrah. Na svetovnih prvenstvih je osvojila naslov prvakinje v štafeti 4x100 m leta 2011 in podprvakinje leta 2013. Leta 2011 je postala ameriška državna prvakinja v teku na 60 m.